# Tollareställningen

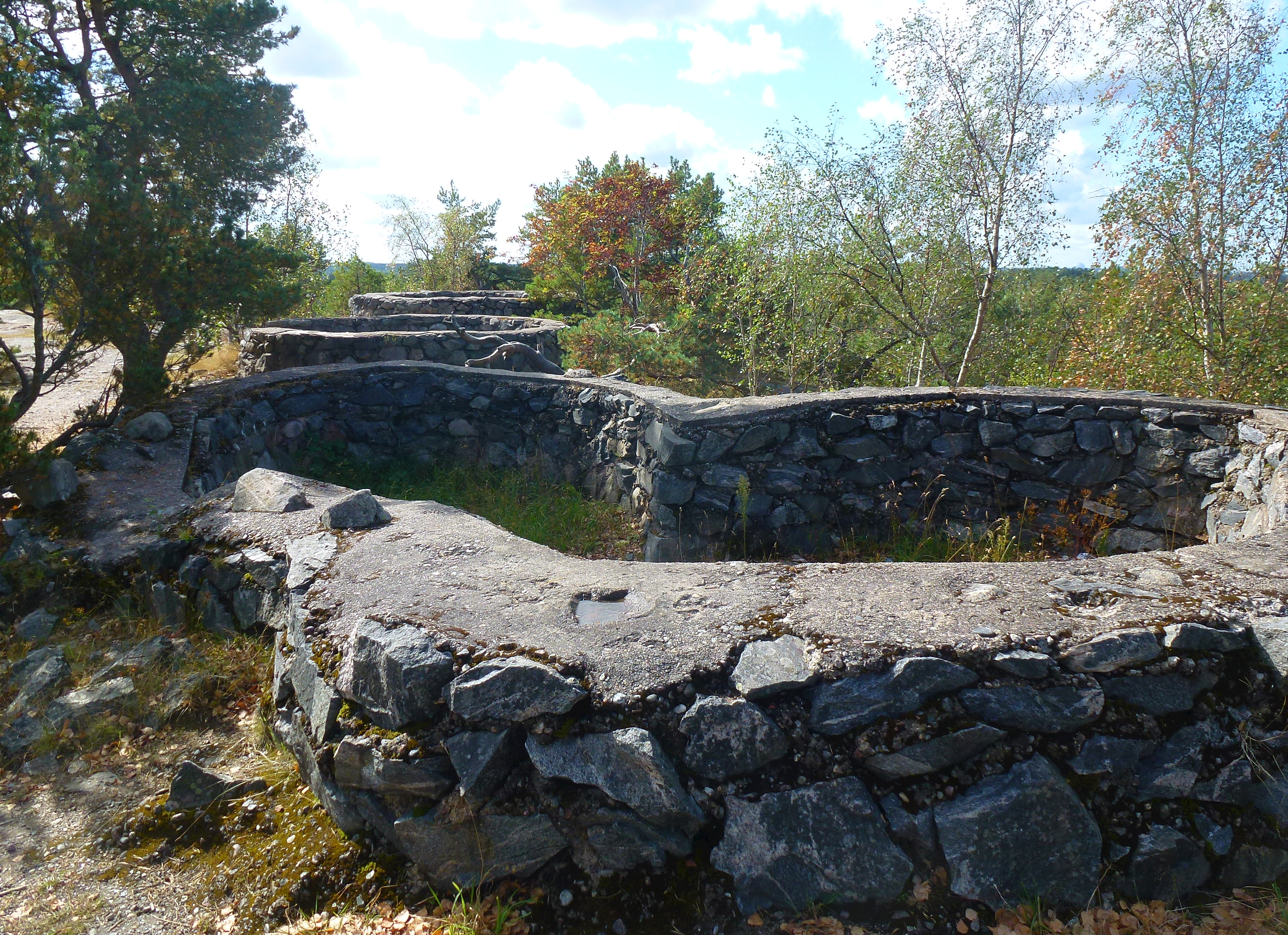
Tollareställningens värn, 2015

Tollareställningen var en luftvärnställning med 75 mm kanonbatterier på Hjortberget i nuvarande kommundelen Boo i Nacka kommun, Stockholms län. Tollareställningen ligger inom Tollare naturreservat och är den bäst bevarade anläggningen av sitt slag och den med flest antal objekt i Stockholmsområdet. Värnen är upptagna som bevakningsobjekt i Riksantikvarieämbetets fornminnesregister.

## Historik
Tollare i Nacka var en del av den yttre försvarsringen för Stockholms luftförsvar. Ställningen uppfördes under andra världskriget på Hjortberget cirka 200 meter nordost om den lilla sjön Tollareträsk. Det fanns 20 sådana ställningar med kraftfulla 75 mm kanonbatterier runt Stockholm. Totalt fanns under åren 1939 till 1945 ett femtiotal luftvärnsbatterier med olika bestyckning i och kring Stockholm.
Luftvärnets anläggning i Tollare täcker ett område av cirka 100x75 meter och består av nio betong- och gråstensvallar av olika storlek. Några har cirkulär planform och en har formen av en öppen ”8”. I de olika luftvärnen fanns plats för 75 mm luftvärnspjäser m/36, medan skyttevärnen var till försvar av sitt eget batteri. Närmaste strålkastartropp fanns på Boo gårds kvarns kvarnberg. Runt Stockholm inrättades 40 platser som var förberedda för 150 cm luftvärnsstrålkastare och lyssnarapparater vars huvudsakliga uppgift var att upptäcka och belysa mål för 7,5 cm förbanden och, om möjligt, samverka med jaktflygförbanden.

## Bilder

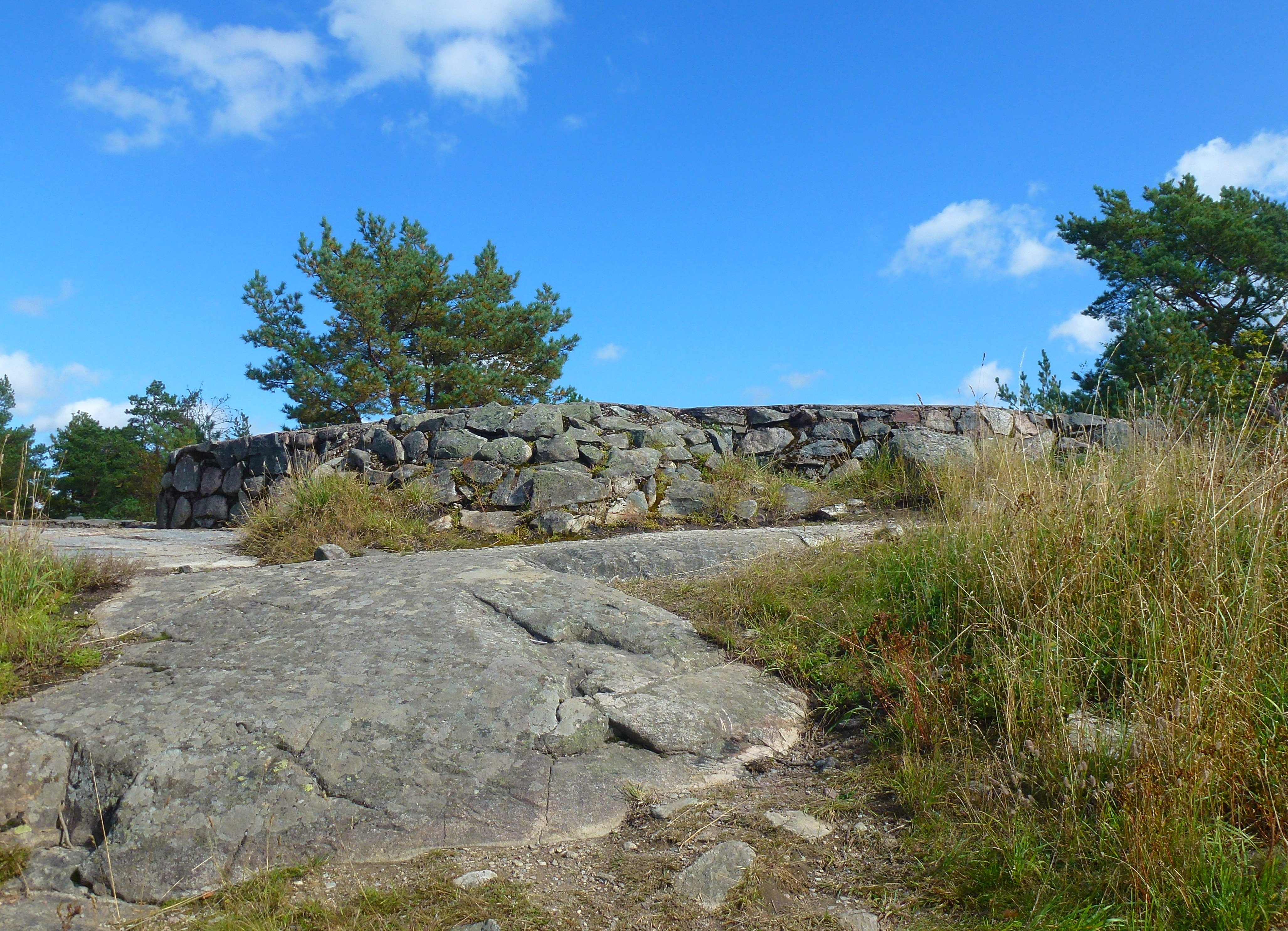
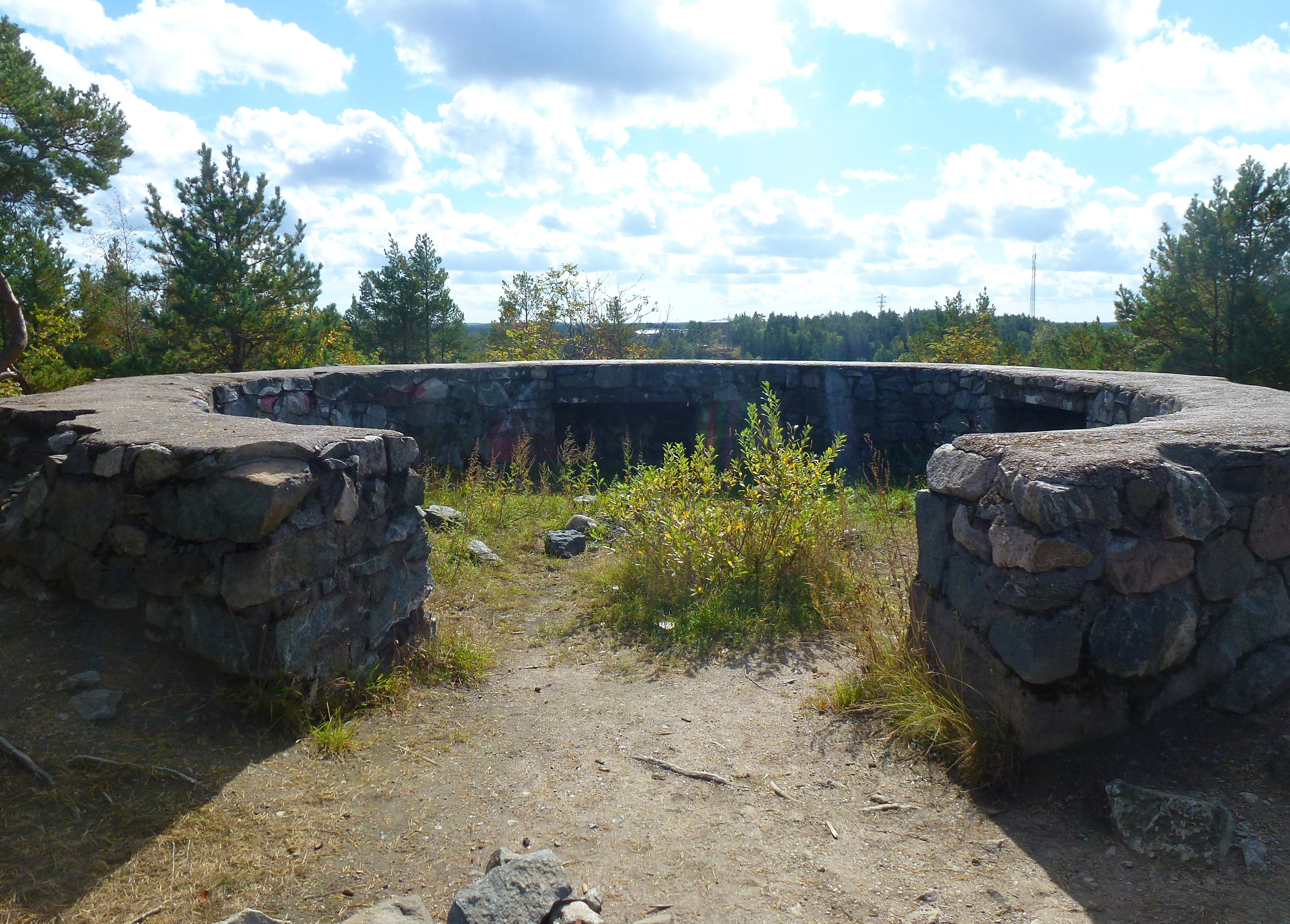
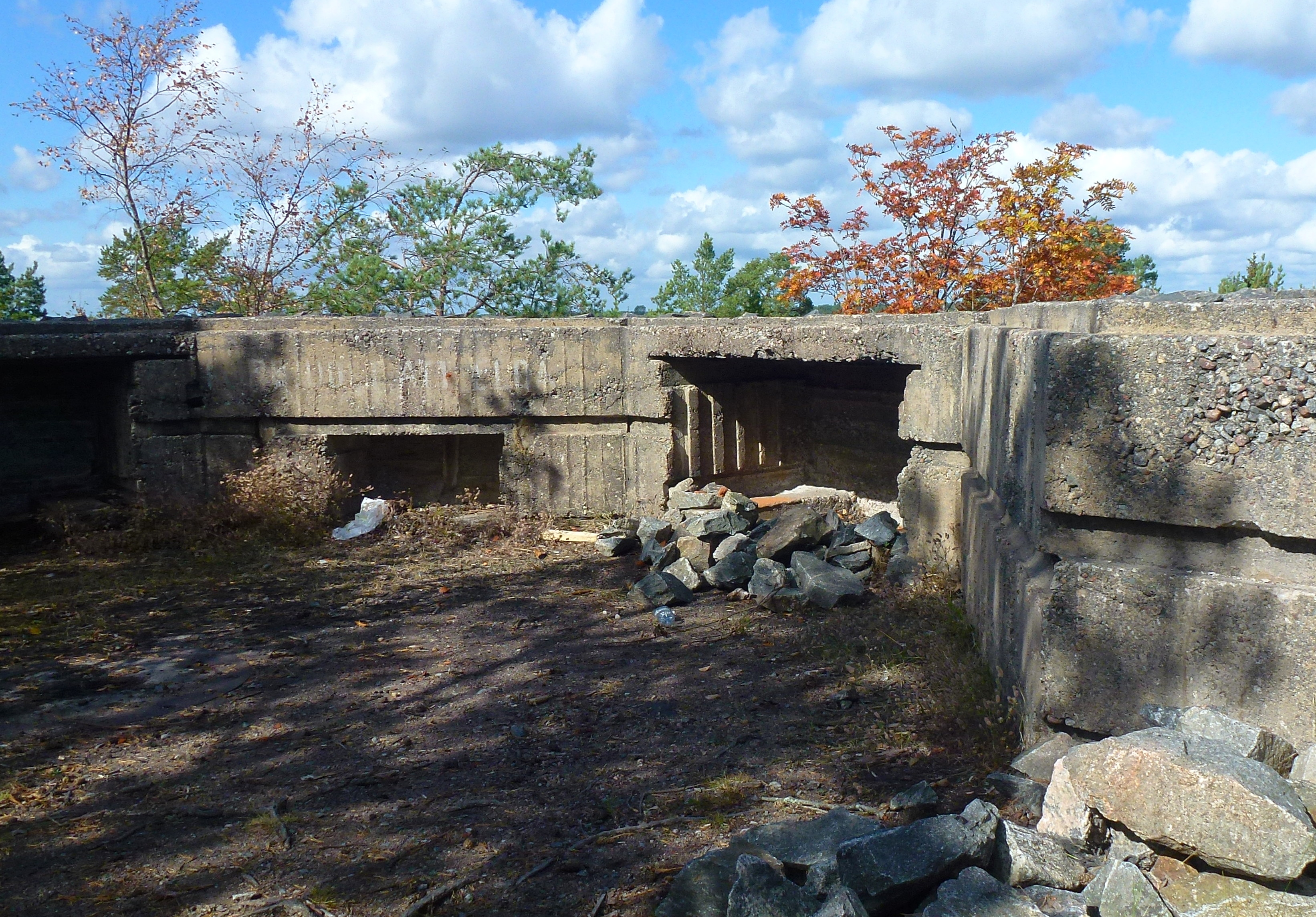
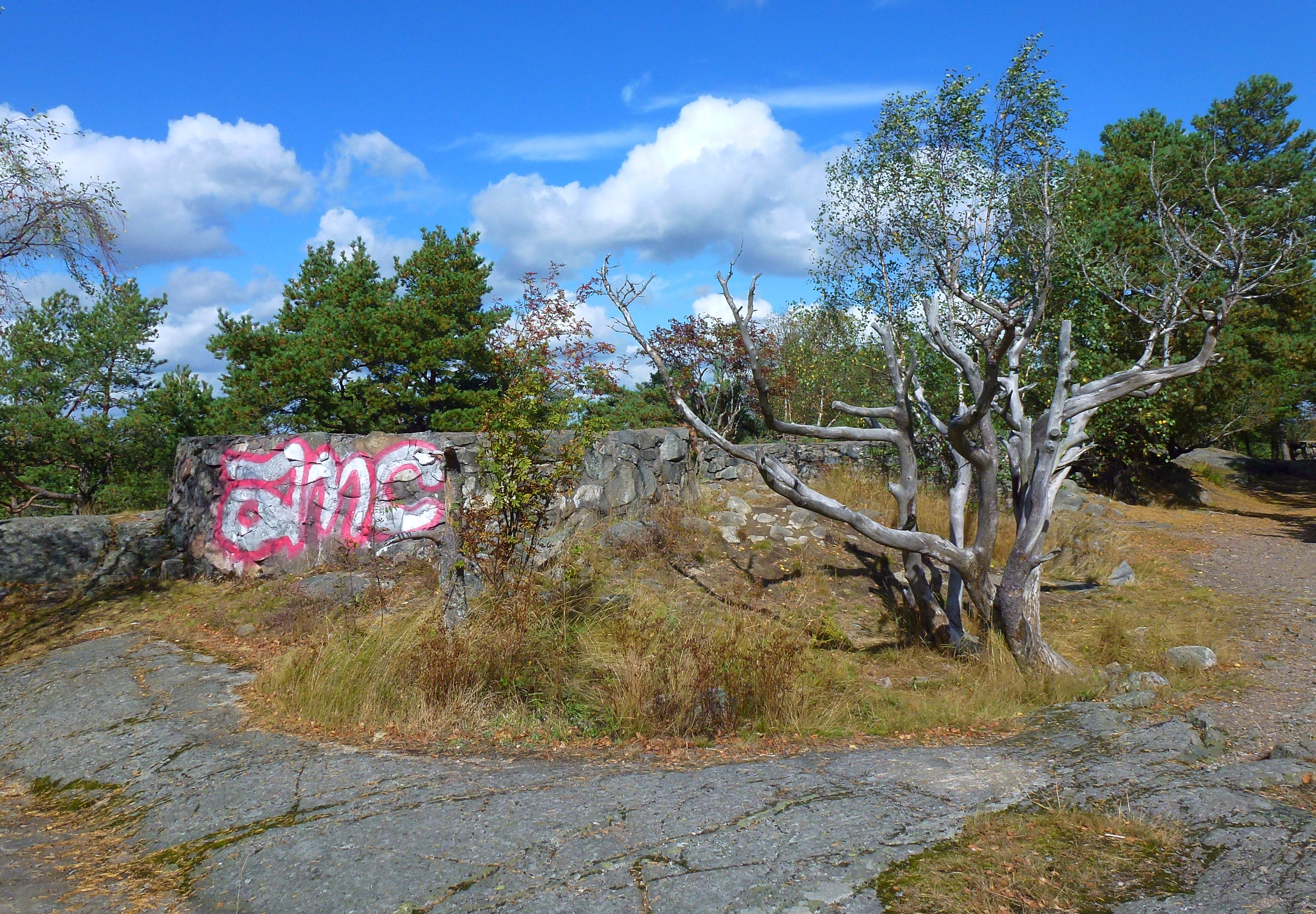